# 올림푸스 E-400

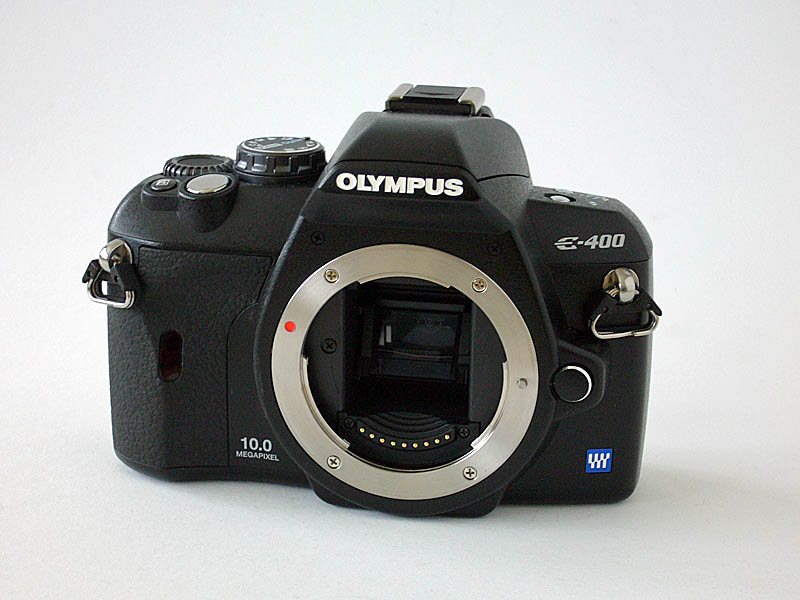
올림푸스 E-400

올림푸스 E-400(Olympus E-400)은 올림푸스의 디지털 SLR이다. 2006년 9월 14일 발표되었다. 기존 필름 카메라 시스템에 바탕을 두지 않고, 디지털을 고려해 렌즈 마운트와 전체 시스템이 디자인된 포서즈 시스템을 사용한다. 1천만 유효 화소를 가진 코닥 CCD 이미지 센서를 사용한다.
E-400은 출시 당시 세계에서 가장 작고 가벼운 디지털 SLR이었다.